# Anh hùng xạ điêu (phim truyền hình 1976)
Anh hùng xạ điêu (tiếng Hoa: 射鵰英雄傳) là bộ phim võ hiệp của Hồng Kông do CTV sản xuất vào năm 1976 dựa theo tiểu thuyết cùng tên của nhà văn Kim Dung. Đây là phim truyền hình đầu tiên được chuyển thể từ các tác phẩm của Kim Dung, tạo tiền lệ cho phim truyền hình hành động võ thuật.Phiên bản này là phiên bản duy nhất của phim truyền hình được chuyển thể từ phiên bản đầu tiên của tiểu thuyết "Anh hùng xạ điêu", vì vậy câu chuyện về mẹ của Dương Quá không phải là  Mục Niệm Từ mà là Tần Nam Cầm.

## Diễn viên
- Bạch Bưu (白彪): Quách Tĩnh
- Mễ Tuyết (米雪): Hoàng Dung
- Lương Tiểu Long (梁小龍): Dương Khang
- Mạnh Thu (孟秋): Mục Niệm Từ
- Chung Tông(鍾宗):Tần Nam Cầm
- Tăng Giang (曾江): Quách Khiếu Thiên
- Đinh Nhân (丁茵): Lý Bình
- Tần Bái (秦沛): Dương Thiết Tâm
- Trần Tư Tư (陳思思): Bao Tích Nhược
- Trịnh Lôi (鄭雷): Hoàn Nhan Hồng Liệt
- Lăng Hán (凌漢): Thành Cát Tư Hãn
- Trần Huệ Mẫn (陳惠敏): Hoàng Dược Sư
- Dương Trạch Lâm (楊澤霖): Âu Dương Phong
- Chung Chí Cường (钟志强): Đoàn Trí Hưng
- Trần Phi Long (陳飛龍): Hồng Thất Công
- Bào Hán Lâm (鲍汉琳): Vương Trùng Dương
- Dương Tư (楊斯): Triết Biệt
- Lâm Hân Hân (林欣欣): Hoa Tranh công chúa
- Ôn Tuyền (溫泉): Kha Trấn Ác
- Kim Sơn (金山): Chu Thông
- Quảng Vĩ Hùng (鄺偉雄): Hàn Bảo Câu
- Hàn Quốc Tài (韓國材): Nam Hi Nhân
- Bạch Sá Lực (白沙力): Trương A Sinh
- Ngô Minh Tài (吳明才): Toàn Kim Phát
- Trương Tịnh Nghi (張靜宜): Hàn Tiểu Oanh